# Mychoplectra crassa
Mychoplectra crassa är en mossdjursart som först beskrevs av William MacGillivray 1869.  Mychoplectra crassa ingår i släktet Mychoplectra och familjen Electridae. Inga underarter finns listade i Catalogue of Life.